# Узнезинское сельское поселение
Узнезинское сельское поселение — муниципальное образование в Чемальском муниципальном районе Республики Алтай Российской Федерации. 
Расположено в северной части Чемальского района между западной и восточной его границами, на территории надпойменной террасы среднего течения реки Катуни, её левого притока - реки Аскат и правого притока  - реки Узнезя.
Земли муниципального образования граничат с Чепошским сельским поселением и Бешпельтирским сельским поселением на севере, с Аносинским сельским поселением и Элекмонарским сельским поселением на юге, а также с Шебалинским и Майминским районами на западе и востоке соответственно. 
Административный центр — село Узнезя.

## Производственная сфера
В экономическом плане промышленность Узнезинского сельсого поселения представлена предприятиями производственной и непроизводственной сферы.
На 2024 год зарегистрировано 52 субъекта малого и среднего предпринимательства, из них 20 - юридических лиц и 32 индивидуальных предпринимателей. В основном предприятия занимаются деятельностью гостиниц, питания, торговли, сельского хозяйства и обрабатывающего производства.
По данным Единого реестра субъектов малого и среднего предпринимательства на январь 2024 года на территории поселения зарегистрированы 52 субъекта предпринимательства, что на 16% выше среднего показателя по Чемальскому району.

## География

### Реки
река Катунь и притоки Куюм, Узнезя, Аскат, Карасу, Емурла
река Куюм и притоки Туткуш, Актай, Караташ, Верх Куючи, Кутучум, Нижний Куючи, Чилю, Сараскыр, Карасук, Барангол, Кыбыт, Корандой, Кыралой, Бурла
река Узнезя и притоки Каратурук, Иджа, Шато, Питуткан, Коенок, Аккобы, Верхний Байгабак, Талда, Нижний Байгабак,   
река Аскат и приток Валу-Аскат
ручей Карасу
река Емурла

### Пещеры
На территории Узнезинского поселения есть несколько карстовых пещер. Самая крупная из них, пещера Тут-Куш находится в правобережье реки Куюм. Протяженность пещеры Тут-Куш 1.165 метров, с четко выраженным магистральным туннелем, есть подземные озера, водятся редкие виды летучих мышей = усатая ночница, водяная ночница, северный кожанок. Имеются ценные кальцитовые образования.

## История
Узнезинское сельское поселение на территории Чемальского муниципального района было образовано в результате муниципальной реформы в 2006 году.

## Население
| 2010 | 2011 | 2012 | 2013 | 2014 | 2015 | 2016 |
| ---- | ---- | ---- | ---- | ---- | ---- | ---- |
| 740  | ↗741 | ↗786 | ↗820 | ↗874 | ↗884 | ↘869 |
| 2017 | 2018 | 2019 | 2020 | 2021 |      |      |
| ↗880 | ↗887 | ↗902 | ↗927 | ↘870 |      |      |

## Состав сельского поселения
| № | Населённый пункт | Тип населённого пункта       | Население |
| - | ---------------- | ---------------------------- | --------- |
| 1 | Узнезя           | село, административный центр | ↘501      |
| 2 | Аскат            | село                         | ↗227      |
| 3 | Турбаза «Катунь» | село                         | ↘120      |
| 4 | Нижний Куюм      | село                         | ↗21       |